# 5-alfa reductasa
Las 5-alfa reductasas, también conocidas como 3-oxo-5-alfa-esteroide 4-deshidrogenasas, son enzimas involucradas en el metabolismo de esteroides. Tienen un papel importante en el metabolismo  de andrógenos y estrógenos, y también participan en la biosíntesis del ácido biliar. Están implicadas en el proceso de diferenciación sexual.
Las 5-alfa reductasas catalizan la siguiente reacción química:
3-oxo-5-alpha-esteroide + NADPH + H+ {\displaystyle \rightleftharpoons } 3-oxo-Delta-4-esteroide + NADP+
Las reductasas, en general, son enzimas capaces de reducir un sustrato.
Los inhibidores de las 5-alfa reductasas tienen un papel importante en la prevención y tratamiento de varias enfermedades.

## Producción y actividad
Las 5-alfa reductasas se encuentran en numerosos tejidos de especies animales, tanto machos como hembras, especialmente en el aparato reproductor, testículos y ovarios, la piel, las glándulas seminales, la próstata, el epidídimo y otros órganos. Existen tres isoenzimas: esteroide-5-alfa-reductasa 1, 2, y 3, productos de los genes respectivos Srd5a1, Srd5a2 y Srd5a3.
Los sustratos de las 5-alfa reductasas son los 3-oxo (3-keto), Delta-4,5 C 19/C21 esteroides. La denominación «3-keto» se refiere al doble enlace entre el tercer carbono y un oxígeno. También existe un enlace doble entre los carbonos 4 y 5, representado por «Delta-4,5» en la nomenclatura. La reacción catalizada por las reductasas consiste en una rotura irreversible y esteroespecífica del enlace Delta-4,5, con la ayuda de NADPH como cofactor. Durante la reacción, el carbono 5 recibe un anión hidruro (H-) y el carbono 4 adquiere un protón (H+).

## Distribución por edad
En los seres humanos, el gen de la 5-alfa reductasa 1 se expresa en el cuero cabelludo y la piel de la espalda del feto a niveles entre cinco y cincuenta veces inferiores a los de individuos adultos. La 5-alfa reductasa 2 aparece en la próstata fetal en cantidades similares a los adultos. La isoenzima 1 se expresa principalmente en el epitelio y la 2 en el estroma de la próstata del feto. Varios investigadores intentaron localizar la 5-alfa reductasa 2 en otros órganos, como el hígado, glándulas suprarrenales, testículos, ovarios, cerebro, cuero cabelludo, pecho y la piel de los órganos genitales por medio de la técnica de inmunoelectroforesis, pero solo la encontraron en la piel genital.
Después del nacimiento, la expresión se extiende a más órganos, que incluyen el hígado, piel, cuero cabelludo y la próstata en el caso de la 5-alfa reductasa 1 y la próstata, glándulas seminales, epidídimo, hígado y, en menor cantidad, el cuero cabelludo y la piel para la 5-alfa reductasa 2. La síntesis de ambas isoenzimas en la piel y cuero cabelludo se detiene a los dieciocho meses de edad; la 5-alfa reductasa 1 vuelve a expresarse allí tras el inicio de la pubertad. La producción de 5-alfa reductasa 3 se da en todos los órganos mencionados durante la edad adulta.

## Función

Esteroidogénesis, mostrando el papel de la 5-alfa reductasa en la síntesis de la dihidrotestosterona

Los sustratos específicos de las 5-alfa reductasas incluyen la testosterona, la progesterona, la androstenediona, la epi-testosterona, el cortisol, la aldosterona y la deoxicorticosterona. Con la excepción de la testosterona, no se conoce por completo el papel de la reducción de todos estos compuestos, pero puede estar relacionado con su excreción, además de otras funciones fisiológicas. Las isoenzimas 1 y 2 reducen la testosterona a dihidrotestosterona (DHT), progesterona a dihidroprogesterona (DHP) y la  deoxicorticosterona a dihidrodeoxicorticosterona (DHDOC).
|              |
| Testosterona |

|                     |
| Dihidrotestosterona |

La DHT se une al receptor androgénico (AR),  que a su vez se liga a diversos factores de transcripción que regulan la expresión genética de varias  proteínas.
Los resultados de estudios en modelos animales e in vitro sugieren que la reducción posterior de DHT, DHP y DHDOC resulta en metabolitos esteroides que influyen en la función cerebral mediante el aumento del efecto inhibitorio de los circuitos neurotransmisores por el ácido gamma-aminobutírico (GABA); a consecuencia de ello, tienen un efecto anticonvulsivo, antidepresivo y ansiolítico y alteran el comportamiento sexual y los efectos del alcohol en la conducta. El 5-alfa-dihidrocortisol se encuentra en el humor acuoso del ojo, se sintetiza en el cristalino y es posible que contribuya a la producción del humor acuoso mismo.
La alopregnenolona y la tetrahidrodeoxicorticosterona (THDOC) son neuroesteroides, y el último afecta a la suceptibilidad de los animales a las convulsiones. La 5-alfa-dihidroaldosterona es un potente agente natriurético, aunque diferente a la aldosterona. La sal en la dieta influye en su producción en los riñones, indicando que puede contribuir a la retención de sodio. La 5-alfa-dihidroprogesterona es una hormona encontrada en mujeres durante el ciclo menstrual y el embarazo.
Las 5-alfa-reductasas también participan en la regulación de la síntesis de la bilis.

## Inhibición

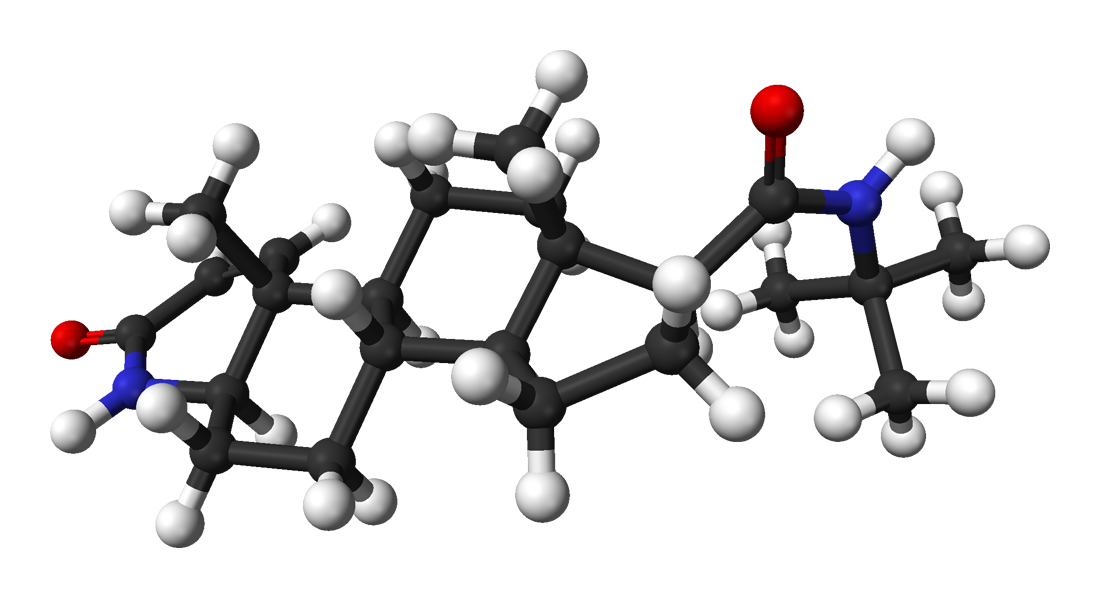
Finasterida, compuesto inhibidor de la 5-alfa-reductasa

El mecanismo de la inhibición de la 5-alfa-reductasa es complejo, pero implica el enlace temporal del NADPH a la enzima, seguido por el sustrato. Los inhibidores se usan para tratar la hiperplasia benigna de próstata, el cáncer de próstata , la alopecia androgénica y como terapia de sustitución hormonal para la transición sexual de hombre a mujer.
La inhibición de la enzima puede clasificarse en dos categorías: la esteroidal, que es irreversible, y la no esteroidal. Entre los inhibidores de la primera categoría, más numerosos, se puede mencionar a la finasterida (MK-906), dutasterida (GG745), 4-MA, turosterida, MK-386, MK-434, y MK-963. Los investigadores le dan prioridad a la síntesis de inhibidores no esteroidales, a causa de los efectos secundarios indeseables de los esteroidales. Los inhibidores más potentes y selectivos se encuentran en esta categoría e incluyen compuestos como la benzoquinolonas, ácidos arilos no esteroidales, derivados del ácido butírico y ácidos grasos poliinsaturados —especialmente el ácido linoleico—, el zinc y el té verde y ciertos hongos.
La ginecomastia, la disfunción eréctil y la depresión son algunos de los posibles efectos secundarios de la inhibición de la 5-alfa-reductasa. También se pueden dar efectos a largo plazo después de dejar de consumir los inhibitores.

### Finasterida
La finasterida inhibe dos de las isoenzimas 5-alfa reductasas, la 2 y la 3; la concentración inhibitora media para la isoenzima 2 es de 69 nM y 360 nM para la isoenzima 3. La finasterida disminuye los niveles de DHT en el suero sanguíneo en un 71 % tras seis meses, e inhibe las isoenzimas 2 y 3 con igual potencia in vitro en células trasfectadas. Se han descrito efectos a largo plazo tras la interrupción del uso del medicamento, como disfunción sexual y depresión que se engloban en una condición denominada Síndrome Post-Finasteride.

### Dutasterida
El efecto inhibidor es más potente que el de la finasterida y se produce una disminución del 94,7 % en los niveles de DHT a las 24 semanas. En un estudio se demostró que reduce el nivel de DHT en la próstata en un 94,7 % en pacientes con cáncer de próstata a una dosis diaria de 5 mg durante tres meses; en un segundo estudio, usando una dosis diaria de 3.5 mg durante cuatro meses se observó una reducción aún mayor (99 %) de la concentración de DHT. Esta supresión de DHT in vivo, junto con la constatación del efecto inhibitorio de la isoenzima 3  in vitro evidencian que la dutasterida puede ser un inhibidor triple de la 5-alfa-reductasa.

## Deficiencia congénita
La desactivación de la producción de 5-alfa reductasa en ratones macho parece resultar en una reducción de la masa ósea y potencia de los músculos de los miembros anteriores.
La deficiencia de la isoenzima 2 es la causa típica de la intersexualidad o hipospadias perineoescrotal seudovaginal. Este trastorno se descubrió por vez primera en indígenas de Papúa Nueva Guinea, donde algunos niños nacían con genitales femeninos por la ausencia de DHT endógena durante el embarazo, pero se transformaban en masculinos durante el incremento de testosterona en la pubertad. Los genitales externos de los recién nacidos presentan una amplia variedad de aspectos entre los extremos de virilización y feminización casi total. En los varones con la deficiencia enzimática de la 5 alfa-reductasa 2, es la causa del desarrollo sexual diferente, y se supone que la isoenzima 1 es responsable por su virilización durante la pubertad.
En lo que respecta a la isoenzima 3, cuando se inhibe su expresión se produce una disminución del crecimiento y viabilidad celulares y una reducción en la proporción de DHT con respecto a la testosterona. Su supresión también reduce la cantidad de testosterona, androstenediona y progesterona en células de la próstata estimuladas con andrógenos. La deficiencia congenital de la 5-alfa reductasa 3 se ha relacionado con una enfermedad autosomal recesiva causante de retraso intelectual y defectos en los ojos y cerebelo. Según esta hipótesis, la deficiencia interfiere con la N-glicosilación proteica, a su vez un proceso vital para la conformación apropiada del aminoácido asparagina durante la síntesis de proteínas en el retículo endoplasmático.

## Nomenclatura
Esta enzima pertenece a la familia de las oxidorreductasas, específicamente aquellas que actúan en el grupo CH-CH del donante con otros aceptadores. El nombre sistemático de esta clase de enzima es 3-oxo-5-alpha-esteroide:aceptador Delta-4-oxidoreductase. Otros nombres por los que se conoce a la enzima son:
- 5α-reductasa
- 3-oxoesteroide Δ4-dehydrogenasa
- 3-oxo-5α-esteroide Δ4-dehydrogenase
- esteroide Δ4-5α-reductasa
- Δ4-3-keto esteroide 5α-reductasa
- Δ4-3-oxo esteroide reductasa
- Δ4-3-ketosteroide-5α-oxidoreductasa
- Δ4-3-oxoesteroide-5α-reductasa
- 3-keto-Δ4-esteroide-5α-reductasa
- 5α-reductasa
- testosterona 5α-reductasa
- 4-ene-3-ketosteroide-5α-oxidoreductasa
- Δ4-5α-dehydrogenasa
- 3-oxo-5α-esteroide:(acceptador) Δ4-oxidoreductasa.